# هاینریش درسر
هاینریش درسر (آلمانی: Heinrich Dreser؛ ۱۸۶۰ – ۲۱ دسامبر ۱۹۲۴) یک شیمی‌دان اهل آلمان بود.